# Ливно
Ли́вно, Ли́евно (сербохорв. Ливно/Livno, Лијевно/Lijevno; старое название — Хливно) — город, центр одноимённой общины в Боснии и Герцеговине, административный центр Герцегбосанского (Ливанского) кантона или кантона 10 Федерации Боснии и Герцеговины.
Население — 10 080 человек (1991). Расположен в 127 км от Мостара, 212 км от Сараева, 167 км от Баня-Луки и 96 км от Сплита.

## История
Ливно впервые был упомянут в документе хорватского князя Мунцимира от 28 сентября 892 года. Позже, в 949 году, город упоминается в трактате Константина Багрянородного «Об управлении империей».
С 1326 года Ливно был частью Боснийского королевства, которое в 1463 году было завоёвано турками-османами. Во время османского владычества, продолжавшегося более 400 лет, в городе было построено множество памятников восточной архитектуры.
По решению Берлинского конгресса 1878 года Ливно, как и вся Босния и Герцеговина, был оккупирован Австро-Венгрией. После распада империи в 1918 году город становится частью Королевства сербов, хорватов и словенцев, которое в 1929 году было переименовано в Югославское королевство и разделено на девять бановин. Ливно был включен в состав Приморской бановины, территории которой в 1939 году в результате договора Цветковича — Мачека вошли в состав вновь образованной Хорватской бановины. По оккупации Югославии в 1941 году город стал частью марионеточного Независимого государства Хорватия, которое просуществовало до 1945 года. После войны Ливно вновь стал частью Югославии, а после её распада входил в состав Боснии и Герцеговины.

## Население

### Община
Население общины Ливно в 1971—1991 годах:
| Год переписи | Всего  | Сербы           | Боснийцы        | Хорваты          | Югославы       | Другие       |
| ------------ | ------ | --------------- | --------------- | ---------------- | -------------- | ------------ |
| 1991         | 40 600 | 3 913 (9,63 %)  | 5 793 (14,26 %) | 29 324 (72,22 %) | 1 125 (2,77 %) | 445 (1,09 %) |
| 1981         | 40 438 | 3 898 (9,63 %)  | 4 418 (10,92 %) | 28 918 (71,51 %) | 2 657 (6,57 %) | 547 (1,35 %) |
| 1971         | 42 118 | 4 791 (11,37 %) | 5 087 (12,07 %) | 31 657 (75,16 %) | 434 (1,03 %)   | 149 (0,35 %) |

По оценкам 2007 года население общины составляет 32 354 человека.

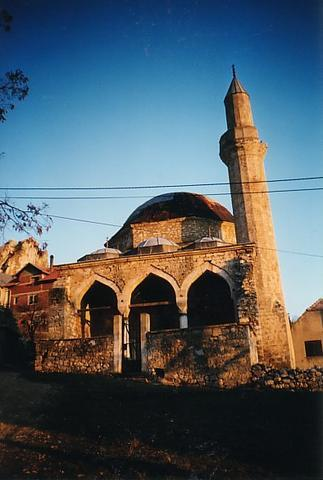
Мечеть в Ливно

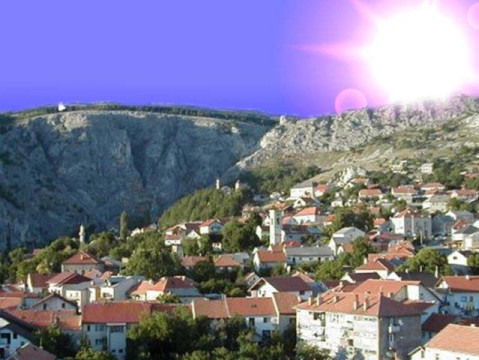
Ливно

### Город
По переписи 1991 года в самом городе проживали 10 080 человек, из которых 3 899 были боснийцами (38,68 %), 3 504 (34,76 %) — хорватами, 1 556 (15,43 %) — сербами, 946 (9,38 %) объявили себя югославами.